# Dargomyśl (powiat myśliborski)
Dargomyśl (do 1945 niem. Darrmietzel) – wieś w Polsce położona w województwie zachodniopomorskim, w powiecie myśliborskim, w gminie Dębno. Według danych z 2013 miejscowość liczyła 586 mieszkańców.
Wieś zalicza się do ziemi lubuskiej. Od 1 połowy XIII w. znajdowała się na uposażeniu chwarszczańskich templariuszy i następnie joannitów. Od 1540 Dargomyśl wchodził w skład domeny elektora brandenburskiego w Chwarszczanach, następnie do 1945 stanowił majątek państwowy (w latach 1820–1875 przejściowo własność rodziny Pampe). Od 1945 leży w granicach Polski. W miejscowości znajduje się szkoła podstawowa.
Kościół późnoromański zbudowany został około 1260 prawdopodobnie z fundacji chwarszczańskich templariuszy. Ludność zajmuje się głównie rolnictwem. Wieś ma charakter ulicowy.

## Toponimia
Niemiecka nazwa wsi – Darrmietzel – pochodzić może od:
- Nazw rzek Darre (Sienica) i Mietzel (Myśla),
- Od łacińskiego słowa „dare” – „dać, darować” i Mietzel – Myśla, co oznaczałoby darowiznę nad Myślą,
- Od nazwy osobowej Dargomysł, następnie zgermanizowanej jako Dargumizl, później Darrmietzel[6].

Niektóre źródła niepoprawnie identyfikują jako Dargomyśl wieś Moclisov, wymienioną w nadaniu templariuszom w 1232 przez księcia wielkopolskiego Władysława Odonica posiadłości w Wielkopolsce oraz Chwarszczan wraz z 1000 łanami ziemi między Odrą, Wartą i Myślą – była to bliżej niezidentyfikowana wieś w kasztelani żońskiej.
Nazwa na przestrzeni wieków: Dargumiz 1234; dargumizle 1262; Dermüczel 1385; Dermessel 1393-94; dormizel 1401; Dermitczel 1451; Darmützel 1460; Darmietzel 1833; do 1945 Darrmietzel.

## Położenie
Wieś położona jest w odległości 4 km na płd.-zach. od Dębna, 16 km od Kostrzyna, 47 km od Gorzowa.
Zgodnie z podziałem fizycznogeograficznym Polski według Kondrackiego teren na którym położony jest Dargomyśl należy do prowincji Niziny Środkowoeuropejskiej, podprowincji Pojezierza Południowobałtyckiego, makroregionu Pojezierze Południowopomorskie oraz w końcowej klasyfikacji do mezoregionu Równina Gorzowska.

## Historia
- Mezolit (8000-4800 p. n. e) – miejsce stosunkowo natężonego osadnictwa z epoki kamienia, kiedy to ustępujące zlodowacenie skandynawskie umożliwia przemieszczającym się gromadom społeczności myśliwsko-zbierackich penetrację tych terenów
- VIII–poł. X w. – w widłach Odry i dolnej Warty znajduje się odrębna jednostka terytorialna typu plemiennego, prawdopodobnie powiązana z plemieniem Lubuszan. Na północy od osadnictwa grupy cedyńskiej oddzielały ją puszcze mosińska (merica Massen) i smolnicka (merica Smolnitz). Mieszkańcy zajmowali się gospodarką rolniczo-hodowlaną
- 960–972 – książę Mieszko I opanowuje tereny nadodrzańskie, obejmujące obręb późniejszej kasztelani cedyńskiej, ziemię kiniecką i kostrzyńską
- 1005 (lub 1007) – Polska traci zwierzchność nad Pomorzem, w tym również nad terytorium w widłach Odry i dolnej Warty
- 1112–1116 – w wyniku wyprawy Bolesława Krzywoustego, Pomorze Zachodnie uznaje zwierzchność lenną Polski
- XII w. – we wsi mogła powstać mała świątynia w okresie wyprawy misyjnej świętego Ottona z Bambergu, rozbudowana następnie przez templariuszy

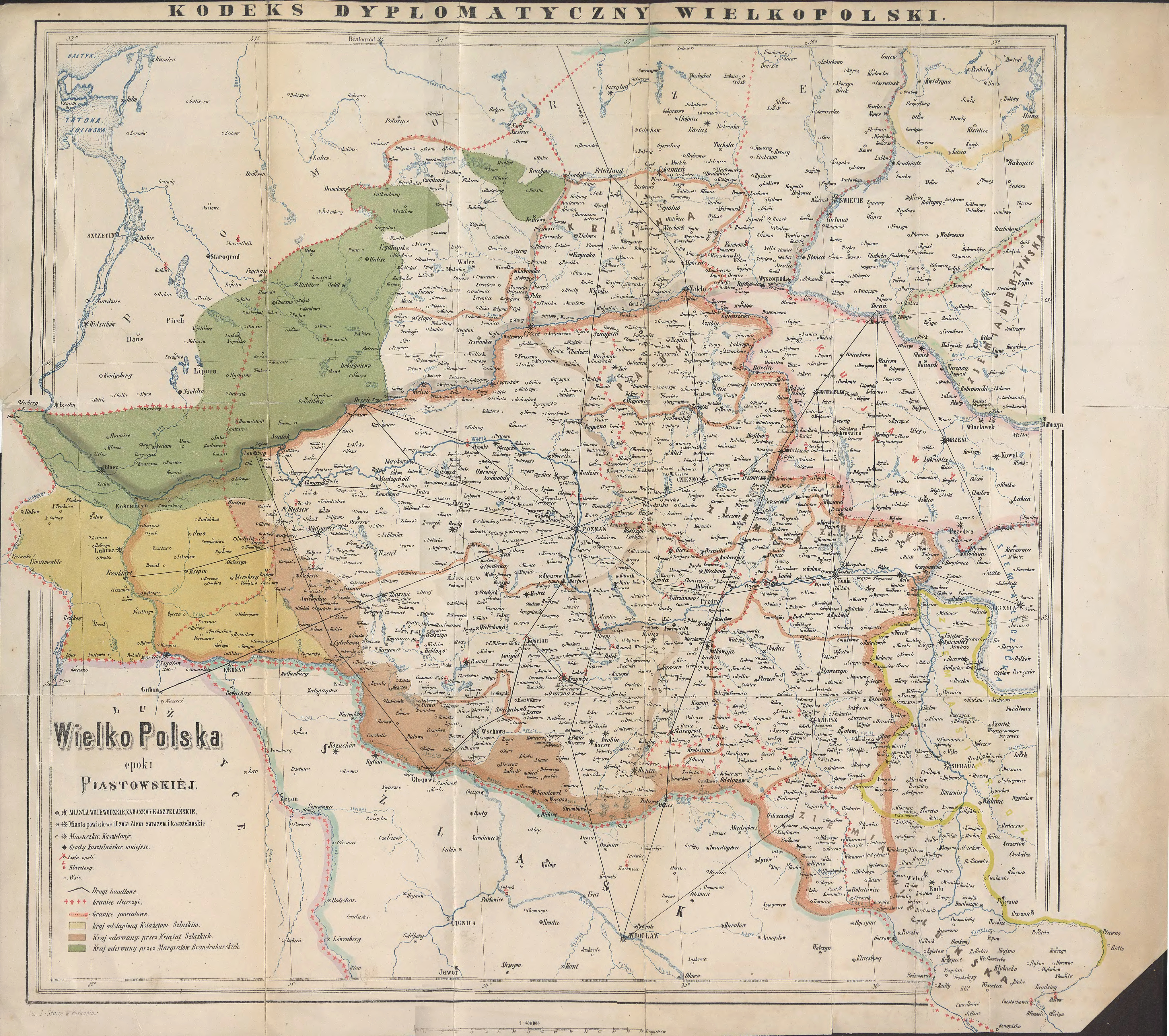
Mapa Wielkopolski epoki Piastów z XIX-wiecznego Kodeksu dyplomatycznego Wielkopolski z zaznaczonym Dargomyślem

- Pocz. XIII w. – obszar na północ od linii Noteci-dolnej Warty i zachód od Gwdy w dorzeczu Myśli, Drawy, środkowej Iny, stanowi część składową księstwa pomorskiego; w niewyjaśnionych okolicznościach zostaje przejęty przez księcia wielkopolskiego Władysława Laskonogiego, a następnie jego bratanka, Władysława Odonica[11]
- 1234 – posiadłości chwarszczańskich templariuszy powiększają się o wieś Dargomyśl i 200 łanów ziemi nad rzeką Myślą[12]; nadanie to niewątpliwie pochodziło od Henryka Brodatego, który w tym czasie zajął ziemię kiniecką, ale dokument fundacyjny wystawił książę pomorski Barnim I, podkreślając w ten sposób swoje uprawnienia do tego obszaru[13]; we wsi istnieje młyn
- 1250 – margrabiowie brandenburscy z dynastii Askańczyków rozpoczynają ekspansję na wschód od Odry; z zajmowanych kolejno obszarów powstaje następnie Nowa Marchia
- Około 1260 – templariusze budują (lub rozbudowują) kościół[14]
- 31.12.1262[15] – wzmianka w dokumentach templariuszy pod nazwą Dargumizle; Jan i Otton z dynastii askańskiej zawierają ugodę z Widekindem (Widekinusem), mistrzem templariuszy w Niemczech i krajach słowiańskich, na mocy którego templariusze w zamian za zrzeczenie się praw do miejscowości leżących przy drodze do Gorzowa (oppidum – prawdopodobnie przedlokacyjna osada targowa pod Kostrzynem, Kłośnica, Warniki, Dąbroszyn, Pudignowe i Witnica) oraz dóbr komandorii w Myśliborzu, otrzymują potwierdzenie posiadania komandorii chwarszczańskiej wraz z dziesięcioma wsiami (Bogusław, Carkzowe?, Cychry, Dargomyśl, Dębno, Gudzisz, Krześnica, Nyvik?, Oborzany, Sarbinowo); formą zadośćuczynienia jest dodatkowo wieś Kaleńsko w ziemi kostrzyńskiej, będąca wcześniej w posiadaniu rycerskim[16]
- 02.05.1312 – rozwiązanie zakonu templariuszy bullą Ad providam papieża Klemensa V
- 1312 – posiadłości templariuszy na obszarze Marchii zajmują margrabiowie brandenburscy
- 1318 – w układzie zawartym w Cremmen, negocjowanym przez przedstawicieli przeora niemieckiego Pawła z Modeny i Leonarda de Tiburtis, margrabiowie brandenburscy potwierdzają joannitom posiadanie dóbr templariuszy
- 1320–1323 – po wygaśnięciu dynastii askańskiej, Nowa Marchia przejściowo przechodzi we władanie książąt pomorskich
- 1323 – władzę w Nowej Marchii obejmują Wittelsbachowie
- 02.04.1335 – w Chwarszczanach wymienia się joannitów jako właścicieli[17]
- Około 1370 – zapis w statutach kapituły kamieńskiej o powinnościach fiskalnych na rzecz biskupa kamieńskiego, joannickiego komtura ze Swobnicy (w ziemi bańskiej) wraz z joannickimi plebaniami z Chojny, Choszczna, Chwarszczan i Dargomyśla[18]
- 1373 – pod zwierzchnictwem Korony Czeskiej i dynastii Luksemburgów
- 1385 – pierwsza wzmianka o kościele jako parafialnym – zatwierdzenie przez biskupa kamieńskiego Filipa fundacji nowego ołtarza w kościele parafialnym w Gorzowie, dokonanej przez plebana z Dargomyśla, Mathiasa Schultego z własnych dochodów (Gorzów był jego rodzinnym miastem)[18]; wymieniana nazwa wsi to Dermuczel
- 1401 – zgoda biskupa lubuskiego Jana III z Borsznic na przejęcie wikarii w kościele parafialnym w Dargomyślu po śmierci plebana Wojciecha (recter ecclesie parochialis ville Dormizel – rektor kościoła parafialnego we wsi Dargomyśl) przez wikarego Andrzeja Unkopa z kościła parafialnego w Boleszkowicach w dekanacie kostrzyńskim[18]
- 1402 – w Krakowie osiągnięto porozumienie w sprawie sprzedaży przez Luksemburgów wsi wraz z Nową Marchią Koronie Polskiej, jednakże ostatecznie region został sprzedany zakonowi krzyżackiemu
- pocz. XV w. – Dargomyśl zostaje wymieniony jako przynależny administracyjnie do dekanatu kostrzyńskiego w diecezji lubuskiej[5]
- 1433 – w czasie wojny polsko-krzyżackiej wieś spalona wraz z kościołem podczas najazdu husytów
- 1433–1434 – zbrojne najazdy dokonane przez wójta krzyżackiego Henryka von Rabensteina na dwór chwarszczański i konfiskata mienia komandorii
- 1434 – zaangażowanie w spór najwyższych władz świeckich i kościelnych kończy spór komandorii chwarszczańskiej z zakonem krzyżackim wydaniem wyroku korzystnego dla joannitów
- 1454/55 – po wybuchu kolejnej wojny polsko-krzyżackiej Krzyżacy sprzedają wieś i region w celu pozyskania środków na prowadzenie wojny
- 5.11.1460 – potwierdzenie przez margrabiego Fryderyka II Hohenzollerna posiadłości joannitów, w tym Dargomyśla wraz z młynem („...Darmützel mit der Mollen...”)[19] w komandorii chwarszczańskiej
- 1535–1571 – za rządów Jana z Kostrzyna Nowa Marchia staje się niezależnym państwem w ramach Świętego Cesarstwa Rzymskiego
- 1538 – margrabia Jan z Kostrzyna oficjalnie wprowadza na terenie Nowej Marchii luteranizm jako religię obowiązującą; zlikwidowana zostaje parafia rzymskokatolicka, a gmina Dargomyśl podlega pastorowi w Chwarszczanach (do 1693)
- 15.06.1540 – komandoria Chwarszczany (w niej również wieś Dargomyśl) zostaje od joannitów przejęta przez margrabiego Jana kostrzyńskiego, którzy zostają zmuszeni do przeniesienia konwentu do Świdwina. W Chwarszczanach zorganizowano siedzibę domeny państwowej
- 1680 lub 1689 – zbudowano karczmę, tzw. „Dom Gospodarza”
- 1693 – Dargomyśl z urzędu zaczyna podlegać konsystorzowi w Cychrach
- 1701 – powstanie Królestwa Prus
- 1718 – we wsi jest według wykazu 16 gospodarzy i 6 komorników; nie obejmował on jednak tzw. ludności służebnej
- 1748 – kościół zostaje rozbudowany o zachodnią część nawową (usunięto wówczas portal główny w ścianie zachodniej) i wieżę
- 24.08.1758 – maszerujące znad Odry w kierunku Dębna wojska pruskie dokonują pozorowanego ataku na Dargomyśl, w wyniku którego zabudowania, w tym i kościół, stają w płomieniach; zachował się jedynie młyn i budynki do niego przyległe. Po wojnie wieś odbudowano
- 25.08.1758 – prusko-rosyjska bitwa pod Sarbinowem
- XIX w. – we wsi powstaje kilkadziesiąt nowych zagród oraz 2 nowe młyny w miejsce średniowiecznych; wybudowano pałac
- XII.1805 – po bitwach pod Austerlitz i Jeną, dwór pruski uciekając z Berlina zatrzymuje się w drodze do Królewca w Dargomyślu u właściciela gospodarstwa lennego Boldta. Wojska francuskie palą wieś wraz z kościołem, ocalał znów tylko młyn i przyległe do niego zabudowania
- 1806-1807 – Nowa Marchia pod okupacją wojsk napoleońskich; na mocy traktatu w Tylży w dniu 12.07.1807 wojska francuskie opuszczają terytorium państwa pruskiego z wyjątkiem niektórych ważniejszych twierdz, pod warunkiem spłaty bądź zabezpieczenia nałożonej na Prusy kontrybucji wojennej
- 1807-1811 – reformy gospodarcze Steina- Hardenberga dotyczące zniesienia poddaństwa chłopów w Prusach
- 1815-1818 – reformy administracyjne Prus zmieniają strukturę Nowej Marchii; wieś należy do powiatu Kostrzyn, w rejencji frankfurckiej, w prowincji brandenburskiej

| Niemiecka nazwa | Obiekt                            | Położenie            | Polska nazwa                 |
| --------------- | --------------------------------- | -------------------- | ---------------------------- |
| Karlsruche      | osada                             | 2,5 km na płn.-zach. | Roztok (część wsi Dargomyśl) |
| Neumannswalde   | leśniczówka nad jeziorem Doszatyń | 2,5 km na wsch.      | Łowacz (część wsi Dargomyśl) |

- 1820 – majątek w Dargomyślu kupuje najmłodszy syn pastora Benjamina Friedricha Pampego z Zielina, Karl Friedrich
- 1836 (1839) – w związku z likwidacją powiatu Kostrzyn[22], wieś przechodzi do powiatu Chojna, w rejencji frankfurckiej, w prowincji brandenburskiej
- 1863 – gospodarstwo przejmuje syn Karla Friedricha Pampego, Johann Friedrich Wilhelm[23].
- 1871-1918 – Nowa Marchia w ramach Cesarstwa Niemieckiego
- 1875 – gospodarstwo zostaje sprzedane państwu; powodem jest irytacja Johanna Pampego na to, iż landrat von Levetzow oraz mieszkańcy Dargomyśla wybrali na naczelnika urzędu wiejskiego właściciela młyna Jaenickego, a nie jego
- 5.04.1897 – pożar wieży kościelnej; została ona następnie częściowo rozebrana
- 1898 – dobudowano z cegły górną część wieży kościelnej, którą zakończono drewnianą strzelistą wieżyczką, dobudowano również we wnętrzu kościoła drewniany chór oraz założono nowy drewniany sufit
- 31.01.1945 – oddziały 5 Armii Uderzeniowej gen. Nikołaja Bierzarina (1 Front Białoruski ) przechodzą przez miejscowość; brak informacji o podpaleniach i rabunkach żołnierzy radzieckich
- Po 1945 – napływ przesiedleńców z kresów wschodnich (z okolic Lwowa, Tarnopola, z Wołynia), Białostocczyzny i centralnej Polski; funkcję sołtysa sprawuje St. Kawczyński
- 30.05.1946 – poświęcenie świątyni jako kościoła rzymskokatolickiego w parafii Dębno
- IX.1946 – otwarto szkołę podstawową
- 1948 – pożar pałacu; według tradycji podpalili go ewakuowani Niemcy
- Lata 50. XX w. – ekshumowano szczątki poległych żołnierzy Armii Czerwonej, które przeniesiono na cmentarz wojskowy w Dębnie; ekshumowane zwłoki żołnierza polskiego przeniesiono na cmentarz w Siekierkach
- 1952-1956 – funkcjonuje Rolnicza spółdzielnia produkcyjna; po jej rozwiązaniu mieszkańcy objęli własne, przeważnie 10-hektarowe gospodarstwa
- 1953 (lub 1954) – powstało leśnictwo Dargomyśl, prowadzone przez byłego żołnierza Armii Krajowej, Wł. Krawczyka
- 1957 – do Dargomyśla przybywają z ZSRR zesłańcy pochodzący z Wileńszczyzny
- 02.07.1957 – powstanie parafii rzymskokatolickiej pw. św. Stanisława Biskupa i Męczennika w Cychrach[24]; kościół pw. Matki Bożej Wspomożenia Wiernych w Dargomyślu staje się filialnym tej parafii
- 1998 – powstanie Klubu Sportowego Myśla Dargomyśl

| Właściciel                                                         | Lata       |
| ------------------------------------------------------------------ | ---------- |
| Zakon templariuszy                                                 | 1232-1312  |
| Margrabiowie brandenburscy                                         | 1312-1318  |
| Zakon joannitów                                                    | 1318-1540  |
| Margrabiowie brandenburscy, królowie Prus [w domenie Chwarszczany] | 1540-1820  |
| Karl Friedrich Pampe                                               | 1820-1863  |
| Johann Friedrich Wilhelm Pampe                                     | 1863-1875  |
| Państwo niemieckie                                                 | 1875-1945? |

## Ludność
Ludność w ostatnich 3 wiekach:

## Gospodarka
Struktura działalności gospodarczej na dzień 01.01.2005:
| Dział       | Ilość |
| ----------- | ----- |
| Produkcja   | 4     |
| Usługi      | 15    |
| Handel      | 3     |
| Gastronomia | 2     |
| Transport   | 5     |

w tym:
- 7 zakładów usług leśnych świadczących usługi na terenie kilku nadleśnictw, zatrudnienie ok. 100 osób
- 2 stolarnie, zatrudnienie 30 osób
- Gospodarstwo produkujące ekologiczne odżywki roślinne, zatrudnienie 15 osób
- 2 sklepy spożywczo-przemysłowe
- Elektrownia wodna, zatrudnienie 2 osoby

W Dargomyślu funkcjonują 63 gospodarstwa rolne o łącznej powierzchni 491,88 ha (grunty użytkowane rolniczo: grunty orne, sady, łąki, pastwiska), w tym użytki rolne 473,09 ha.
Struktura użytków rolnych:
| Użytki rolne | Pow. w ha |
| ------------ | --------- |
| Orne         | 407,88    |
| Zielone      | 64,84     |
| Inne         | 0,35      |

Powierzchnia gospodarstw:
| Pow. w ha | Ilość |
| --------- | ----- |
| 1-5       | 34    |
| 5-10      | 16    |
| 10-20     | 8     |
| 20-50     | 3     |
| 50-100    | 1     |
| >100      | 1     |

## Edukacja
- Dzieci uczęszczają do szkoły podstawowej w Dargomyślu[29], natomiast młodzież do gimnazjum publicznego w Dębnie[30].
- Szkoła Podstawowa – powstała w 1946 jako punkt filialny szkoły w Cychrach; organizację jednostki powierzono Katarzynie Podbielskiej, pierwszym kierownikiem został Alojzy Szmid. W 1950 do szkoły uczęszczało 90 uczniów, nauczało 2 nauczycieli. Od roku szkolnego 1966/67 przekształcona została w szkołę 8-klasową. Od roku szkolnego 1973/1974 uczniowie starszych klas uczęszczali do zbiorczej Szkoły Podstawowej nr 1 w Dębnie. W latach 80. XX w. oddalono się od koncepcji szkół zbiorczych i młodzież ponownie zaczęła uczęszczać do szkoły w miejscu zamieszkania. Od 1985 stała się samodzielną jednostką organizacyjną[31]. Od 1 września 1999 w wyniku reformy szkolnictwa przekształcona ponownie w szkołę 6-klasową[32].

## Organizacje i instytucje

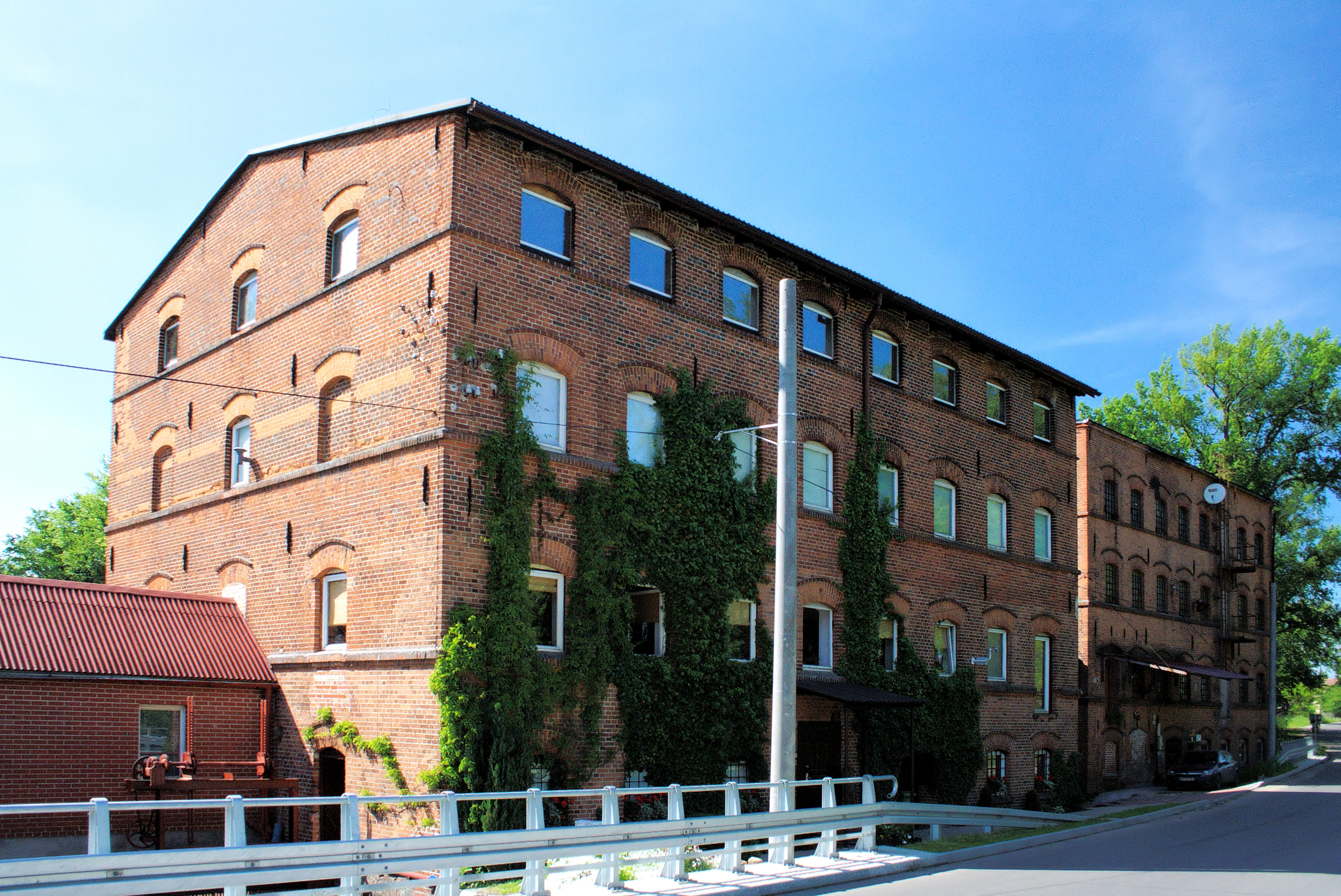
Zespół młyński, budynek produkcyjny i magazynowy

- Sołectwo Dargomyśl – ogół mieszkańców wsi Dargomyśl stanowi Samorząd Mieszkańców Sołectwa; teren działania sołectwa obejmuje wieś Dargomyśl – w jej granicach administracyjnych.
- Klub Sportowy Myśla Dargomyśl – założony w 1998, barwy: biało-zielone[33][34]
- Ochotnicza straż pożarna
- Koło Inicjatyw Wiejskich
- Szkolne Koło Ligi Obrony Kraju
- Filia Biblioteki Publicznej Miasta i Gminy Dębno

## Atrakcje turystyczne
- Kościół Matki Boskiej Wspomożenia Wiernych – zbudowany ok. 1260 prawdopodobnie z fundacji chwarszczańskich templariuszy, z kostki granitowej, orientowany, salowy; rozbudowany został w 1748 o zachodnią część nawową i wieżę; w 1898 dobudowano górną część wieży z cegły, którą zakończono drewnianą strzelistą wieżyczką.
- Zespół młyński – zbudowany około 1914 W skład zespołu wchodzą: budynek produkcyjny i magazynowy, łącznik, siłownia oraz komora turbiny. Młyn i magazyn to budynki 4-kondygnacyjne, podpiwniczone, ceglane (nietynkowane), nakryte płaskimi dachami. Po pożarze młyna budynek został odbudowany na cele mieszkalne, magazyn natomiast pełni funkcje składowe. W dawnej turbinowni działa elektrownia wodna. Przy moście na rzece Myśli zachowały się urządzenia hydrotechniczne (zasuwy jazów) oraz upust jałowy i roboczy.
- Domek myśliwski nad jeziorem Doszatyń, w osadzie Łowacz – z 1910, zbudowany dla jednego z dębnowskich fabrykantów, po 1945 leśniczówka; wpisany do rejestru zabytków pod nr rej. 383/92 z 13.03.1992[35].
- Przez wieś przebiegają szlaki turystyczne:  „Wokół Dębna”,  „Historii i zabytków”.